# Liga Nacional de Baloncesto Profesional de México
Para la LNBPF, véase Liga Nacional de Baloncesto Profesional Femenil.
La Liga Nacional de Baloncesto Profesional (LNBP), conocida como Liga Caliente.mx LNBP por motivos de patrocinio con la casa de apuestas Caliente.mx, es la liga de baloncesto más importante de México, debido a la cantidad de equipos (16) y a la cobertura geográfica de las sedes, la cual se divide en dos zonas para llevar una mejor logística (Este y Oeste), por encima de la Cibacopa (zona Pacífico con 10 equipos) y LBE (Zona Chihuahua con 5 equipos).
La LNBP se ha establecido como una de las ligas de baloncesto más importantes de América Latina, gracias a la calidad de sus jugadores e infraestructura deportiva que posee, comparada con otras semejantes del continente americano, a pesar de su juventud como liga, en estos escenarios. 

## Fundación
La LNBP se fundó el 11 de marzo de 2000 en la ciudad de Durango, Durango con 11 equipos, enfocada al soporte y profesionalización del baloncesto en México.
| Liga Nacional de Baloncesto Profesional de México 2000 |                             |
| Equipo                                                 | Sede                        |
| Algodoneros de La Laguna                               | Torreón, Coahuila           |
| Correcaminos UAT Matamoros                             | Matamoros, Tamaulipas       |
| Correcaminos UAT Reynosa                               | Reynosa, Tamaulipas         |
| Correcaminos UAT Tampico                               | Tampico, Tamaulipas         |
| Correcaminos UAT Victoria                              | Ciudad Victoria, Tamaulipas |
| Dorados de Chihuahua                                   | Chihuahua, Chihuahua        |
| Garzas de Plata de la UAEH                             | Pachuca, Hidalgo            |
| Indios de la UACJ                                      | Ciudad Juárez, Chihuahua    |
| Ola Roja del Distrito Federal                          | México, D. F.               |
| Osos de Saltillo                                       | Saltillo, Coahuila          |
| Vaqueros de Agua Prieta                                | Agua Prieta, Sonora         |

Para más detalles sobre la primera temporada, véase: Liga Nacional de Baloncesto Profesional de México 2000.

## Equipos 2025
| Equipo                          | Entrenador             | Ciudad                           | Miembro desde | Pabellón                                 | Capacidad |
| ------------------------------- | ---------------------- | -------------------------------- | ------------- | ---------------------------------------- | --------- |
| Abejas de León                  | Javier Muñoz           | León, Guanajuato                 | 2009-2010     | Domo de la Feria                         | 4,463     |
| Astros de Jalisco               | Iván Déniz             | Guadalajara, Jalisco             | 2019-2020     | Arena Astros                             | 3,509     |
| Correcaminos de la UAT Victoria | Luis García            | Ciudad Victoria, Tamaulipas      | 2000          | Gimnasio Multidisciplinario Victoria     | 2,600     |
| Diablos Rojos del México        | Nicolás Casalánguida   | Ciudad de México                 | 2024          | Gimnasio Olímpico Juan de la Barrera     | 5,242     |
| Dorados de Chihuahua            | Maikel López           | Chihuahua, Chihuahua             | 2000          | Gimnasio Manuel Bernardo Aguirre         | 9,600     |
| El Calor de Cancún              | Pepe Pidal             | Cancún, Quintana Roo             | 2024          | Poliforum Cancún                         | 4,800     |
| Freseros de Irapuato            | Christopher Gutiérrez  | Irapuato, Guanajuato             | 2023          | Inforum Irapuato                         | 3,000     |
| Fuerza Regia de Monterrey       | Pablo García           | Monterrey, Nuevo León            | 2001          | Gimnasio Nuevo León Unido                | 5,000     |
| Gambusinos de Fresnillo         | Enrique Zúñiga         | Fresnillo, Zacatecas             | 2019-2020     | Gimnasio Solidaridad                     | 4,500     |
| Halcones de Xalapa              | Paco Olmos             | Xalapa, Veracruz                 | 2003          | Gimnasio Universitario "Nido del Halcón" | 2,638     |
| Mineros de Zacatecas            | Facundo Müller         | Zacatecas, Zacatecas             | 2017-2018     | Gimnasio Prof. Marcelino González        | 3,458     |
| Panteras de Aguascalientes      | José Antonio Santaella | Aguascalientes, Aguascalientes   | 2003          | Auditorio Hermanos Carreón               | 3,000     |
| Santos del Potosí               | Manolo Cintrón         | San Luis Potosí, San Luis Potosí | 2023          | Auditorio Miguel Barragán                | 3,533     |
| Soles de Mexicali               | Silvio Santander       | Mexicali, Baja California        | 2005          | Auditorio PSF                            | 4,779     |

## Equipos desaparecidos
A lo largo de su historia la liga ha tenido otros clubes, que por diversas circunstancias han dejado el circuito. A continuación los clubes que han desaparecido de la LNBP distribuidos por cada una de las entidades federativas participantes:
·         
| ENTIDAD FEDERATIVA | EQUIPO DESAPARECIDO |
| BAJA CALIFORNIA    | - Cimarrones de Ensenada - Navegantes de Ensenada (4) - Astros de Tecate - Cosmos de Tijuana (2)                                                                               |
| CAMPECHE           | - Bucaneros de Campeche - Petroleros de Ciudad del Carmen (4) |
| COAHUILA           | - Algodoneros de la Comarca (1) - Bravos de Piedras Negras - Jefes Fuerza Lagunera - Laguneros de La Comarca - Lobos de la UA de C. (3)                                        |
| COLIMA             | - Loros de la Universidad de Colima - Tuberos de Colima |
| CHIHUAHUA          | - Dorados de Chihuahua - Gallos de Pelea de Ciudad Juárez - Guerreros del Norte - Indios de Ciudad Juárez - Indios de la UACJ                                                  |
| DURANGO            | - Lobos Grises de la UAD |
| DISTRITO FEDERAL   | - Estrellas Indebasquet del Distrito Federal - Gansos Salvajes de la UIC - Ola Roja del Distrito Federal - Pilares del Distrito Federal - Titanes Capital del Distrito Federal |
| ESTADO DE MEXICO   | - Gigantes del Estado de México - Volcanes del Estado de México |
| GUANAJUATO         | - Lechugueros de León - Titánicos de León |
| GUERRERO           | - Angeles Guerreros de Acapulco - Guerreros de Guerrro Cumple |
| HIDALGO            | - Garzas de Plata de la UAEH |
| JALISCO            | - Osos de Guadalajara - Tecolotes de la UAG |
| MICHOACÁN          | - Aguacateros de Michoacán - Guerreros de Morelia - Zorros de la UMSNH |
| NAYARIT            | - Coras de Tepic - Jaguares de la Bahía |
| QUERÉTARO          | - Águilas Rojas de San Juan del Río - Cometas de Querétaro - Libertadores de Querétaro                                                                                         |
| PUEBLA             | - Ángeles de Puebla |
| QUINTANA ROO       | - Pioneros de Quintana Roo |
| SONORA             | - Potros ITSON de Obregón - Vaqueros de Agua Prieta |
| SINALOA            | - Caballeros de Culiacán |
| SAN LUIS POTOSI    | - Santos de San Luis |
| TAMAULIPAS         | - Correcaminos UAT Matamoros - Correcaminos UAT Reynosa - Correcaminos UAT Tampico - Huracanes de Tampico - Toros de Nuevo Laredo                                              |
| TLAXCALA           | - Garzas Guerreras de la UATX |
| VERACRUZ           | - Halcones UV Córdoba - Ola Verde de Poza Rica |
| YUCATAN            | - Mayas de Yucatán |
| ZACATECAS          | - Barreteros de Zacatecas - Gambusinos de Fresnillo - Unión Zacatecas |

## Campeones

### Campeones de Liga
A continuación se muestra el listado de campeones y subcampeones que ha tenido la liga desde su primera temporada hasta la actualidad:
| Temporada | Campeón                          | Entrenador Campeón            | Serie | Subcampeón                       | Entrenador Subcampeón                |
| --------- | -------------------------------- | ----------------------------- | ----- | -------------------------------- | ------------------------------------ |
| 2000      | Correcaminos UAT Tampico         | Luis Manuel López Macías      | 4-2   | Correcaminos UAT Victoria        | Josep Clarós Canals                  |
| 2001      | Gallos de Pelea de Ciudad Juárez | Raúl Palma Cano               | 4-1   | Lobos de la U.A. de C.           | José Ramón Martínez Boglio           |
| 2002      | Correcaminos UAT Victoria(7)     | Lewis LaSelle Taylor Whetten  | 4-3   | Correcaminos UAT Matamoros       | Ricardo Antonio Pontvianne Jiménez   |
| 2003      | Panteras de Aguascalientes       | Francisco Ramírez Orozco      | 4-2   | Ola Roja del Distrito Federal    | Ricardo Daniel Maffei                |
| 2004      | Santos Reales de San Luis        | Luis Manuel López Macías      | 4-2   | Halcones UV Xalapa               | Ángel Alfredo González Chávez        |
| 2005      | Halcones UV Xalapa               | Ángel Alfredo González Chávez | 4-1   | Lobos de la U.A. de C.           | Andrés Contreras Arellano            |
| 2006      | Soles de Mexicali                | Silvio Santander              | 4-3   | Halcones UV Xalapa               | Ángel Alfredo González Chávez        |
| 2007-2008 | Halcones UV Xalapa               | Lee Andrew Stoglin            | 4-3   | Soles de Mexicali                | Iván Eduardo Déniz O"Donnell         |
| 2008-2009 | Halcones UV Xalapa               | Lee Andrew Stoglin            | 4-2   | Soles de Mexicali                | Iván Eduardo Déniz O"Donnell         |
| 2009-2010 | Halcones UV Xalapa               | Ángel Alfredo González Chávez | 4-1   | Halcones Rojos Veracruz          | Manuel Iván Cintrón Vega             |
| 2010-2011 | Toros de Nuevo Laredo            | José Ramón Martínez Boglio    | 4-2   | Pioneros de Quintana Roo         | Alberto Espasandín Di Santo          |
| 2011-2012 | Halcones Rojos Veracruz          | Eddie Casiano Ojeda           | 4-1   | Toros de Nuevo Laredo            | José Ramón Martínez Boglio           |
| 2012-2013 | Toros de Nuevo Laredo            | José Ramón Martínez Boglio    | 4-2   | Halcones UV Xalapa               | Ángel Alfredo González Chávez        |
| 2013-2014 | Halcones Rojos Veracruz          | Eddie Casiano Ojeda           | 4-3   | Pioneros de Quintana Roo         | Manuel Iván Cintrón Vega             |
| 2014-2015 | Soles de Mexicali                | Iván Eduardo Déniz O"Donnell  | 4-1   | Pioneros de Quintana Roo         | Manuel Iván Cintrón Vega             |
| 2015-2016 | Pioneros de Quintana Roo         | Manuel Iván Cintrón Vega      | 4-3   | Soles de Mexicali                | Iván Eduardo Déniz O"Donnell         |
| 2016-2017 | Fuerza Regia de Monterrey        | Francisco Olmos Hernández     | 4-2   | Soles de Mexicali                | Alejandro Alfonso Martínez Plasencia |
| 2017-2018 | Soles de Mexicali                | Iván Eduardo Déniz O"Donnell  | 4-1   | Capitanes de la Ciudad de México | Ramón Díaz Sánchez                   |
| 2018-2019 | Fuerza Regia de Monterrey        | Francisco Olmos Hernández     | 4-2   | Capitanes de la Ciudad de México | Ramón Díaz Sánchez                   |
| 2019-2020 | Soles de Mexicali                | Iván Eduardo Déniz O"Donnell  | 4-3   | Fuerza Regia de Monterrey        | Francisco Olmos Hernández            |
| 2020      | Fuerza Regia de Monterrey        | Francisco Olmos Hernández     | 3-1   | Aguacateros de Michoacán         | Nicolás Casalánguida                 |
| 2021      | Fuerza Regia de Monterrey        | Nicolás Casalánguida          | 4-0   | Astros de Jalisco                | Sergio Valdeolmillos Moreno          |
| 2022      | Abejas de León                   | Pablo García Fernández        | 4-0   | Astros de Jalisco                | Sergio Valdeolmillos Moreno          |
| 2023      | Fuerza Regia de Monterrey        | Pablo García Fernández        | 4-1   | Astros de Jalisco                | Sergio Valdeolmillos Moreno          |
| 2024      | Diablos Rojos del México         | Nicolás Casalánguida          | 4-1   | Halcones de Xalapa               | Francisco Olmos Hernández            |

### Listado de Campeonatos y Subcampeonatos[10]
| Equipo                           | Campeonatos | Subcampeonatos | Año de Campeonato            |
| -------------------------------- | ----------- | -------------- | ---------------------------- |
| Fuerza Regia de Monterrey        | 5           | 1              | 2017, 2019, 2020, 2021, 2023 |
| Soles de Mexicali                | 4           | 4              | 2006, 2015, 2018, 2020       |
| Halcones UV Xalapa               | 4           | 3              | 2005, 2008, 2009, 2010       |
| Toros de Nuevo Laredo            | 2           | 1              | 2011, 2013                   |
| Halcones Rojos Veracruz          | 2           | 1              | 2012, 2014                   |
| Pioneros de Quintana Roo         | 1           | 3              | 2016                         |
| Correcaminos UAT Victoria        | 1           | 1              | 2002                         |
| Correcaminos UAT Tampico         | 1           | 0              | 2000                         |
| Gallos de Pelea de Ciudad Juárez | 1           | 0              | 2001                         |
| Panteras de Aguascalientes       | 1           | 0              | 2003                         |
| Santos de San Luis               | 1           | 0              | 2004                         |
| Abejas de León                   | 1           | 0              | 2022                         |
| Diablos Rojos del México         | 1           | 0              | 2024                         |
| Astros de Jalisco                | 0           | 3              |                              |
| Lobos de la U.A. de C.           | 0           | 2              |                              |
| Capitanes de la Ciudad de México | 0           | 2              |                              |
| Correcaminos UAT Matamoros       | 0           | 1              |                              |
| Ola Roja del Distrito Federal    | 0           | 1              |                              |
| Aguacateros de Michoacán         | 0           | 1              |                              |
| Halcones de Xalapa               | 0           | 1              |                              |

## Campeonatos por Entidad Federativa
A continuación se muestran los campeonatos por entidad federativa y por cantidad de títulos:
| Estado           | Campeonatos | Equipos                                                                              |
| ---------------- | ----------- | ------------------------------------------------------------------------------------ |
| Veracruz         | 6           | Halcones UV Xalapa (4) Halcones Rojos Veracruz (2)                                   |
| Nuevo León       | 5           | Fuerza Regia de Monterrey                                                            |
| Tamaulipas       | 4           | Toros de Nuevo Laredo (2) Correcaminos UAT Tampico (1) Correcaminos UAT Victoria (1) |
| Baja California  | 4           | Soles de Mexicali                                                                    |
| Chihuahua        | 1           | Gallos de Pelea de Ciudad Juárez                                                     |
| Aguascalientes   | 1           | Panteras de Aguascalientes                                                           |
| San Luis Potosí  | 1           | Santos Reales de San Luis                                                            |
| Quintana Roo     | 1           | Pioneros de Quintana Roo                                                             |
| Guanajuato       | 1           | Abejas de León                                                                       |
| Ciudad de México | 1           | Diablos Rojos del México                                                             |

### Tendencias de la Serie Final
Series decididas en 4 juegos: 3 (2020, 2021, 2022).
Series decididas en 5 juegos: 8 (2001, 2005, 2009-2010, 2011-2012, 2014-2015, 2017-2018, 2023 y 2024).
Series decididas en 6 juegos: 8 (2000, 2003, 2004, 2008-2009, 2010-2011, 2012-2013, 2016-2017 y 2018-2019).
Series decididas en 7 juegos: 6 (2002, 2006, 2007-2008, 2013-2014, 2015-2016 y 2019-2020).

## Torneo de Copa
La Copa Independencia fue un torneo que en sus inicios buscaba premiar a los mejores equipos de la primera mitad de la temporada, y en su momento sirvió como pretemporada para todos los equipos de la liga.
En 2023 la Liga sustituye el Juego de Estrellas con un nuevo torneo llamado Copa Value.
A continuación se muestran a los campeones y subcampeones de la Copa en todas sus ediciones:
| Temporada    | Sede                  | Campeón                   | Entrenador Campeón           | Subcampeón                | Entrenador Subcampeón         |
| ------------ | --------------------- | ------------------------- | ---------------------------- | ------------------------- | ----------------------------- |
| 2004(8)      | Aguascalientes, Ags.  | Lobos de la U.A. de C.    | Ricardo Daniel Maffei        | Lechugueros de León       | Jesús Francisco Torres López  |
| 2005(8)      | Saltillo, Coahuila    | Lobos de la U.A. de C.    | Andrés Contreras Arellano    | Correcaminos UAT Victoria | Ricardo Daniel Maffei         |
| 2006(9)      | Xalapa, Veracruz      | Lobos Grises de la UAD    | Lewis LaSelle Taylor Whetten | Halcones UV Xalapa        | Ángel Alfredo González Chávez |
| 2007-2008(9) | Durango, Durango      | Lobos Grises de la UAD    | Lewis LaSelle Taylor Whetten | Halcones Rojos Veracruz   | Adán Graciano Saldaña Arreola |
| 2023(8)      | Chihuahua, Chihuahua  | Fuerza Regia de Monterrey | Pablo García Fernández       | Libertadores de Querétaro | Iván Eduardo Déniz O"Donnell  |
| 2024(8)      | Monterrey, Nuevo León | Halcones de Xalapa        | Francisco Olmos Hernández    | Diablos Rojos del México  | Nicolás Casalánguida          |

## Liga de las Américas
| Edición | Sede final         | Campeón                  | Entrenador campeón  | Subcampeón          | Entrenador subcampeón |
| ------- | ------------------ | ------------------------ | ------------------- | ------------------- | --------------------- |
| 2012    | Formosa, Argentina | Pioneros de Quintana Roo | Josep Clarós Canals | La Unión de Formosa |                       |

## Liga Centroamericana de Clubes de Baloncesto
| Edición | Sede final                     | Campeón                    | Entrenador campeón       | Subcampeón | Entrenador subcampeón |
| ------- | ------------------------------ | -------------------------- | ------------------------ | ---------- | --------------------- |
| 2004    | Ciudad de Guatemala, Guatemala | Panteras de Aguascalientes | Francisco Ramírez Orozco |            |                       |